# Oskari Tammelin
Oskari Tammelin, également connu sous les pseudonymes Jeskola et Phantom, est un programmeur finlandais, auteur du logiciel de musique assistée par ordinateur (MAO) Jeskola Buzz et ancien membre de plusieurs groupes de demomakers (Jeskola! Productions, Epical, Complex).
Il est également à l'origine de plugins pour différents logiciels de MAO et de l'intégration des plugins de Jeskola Buzz dans FruityLoops.